# Navanax inermis
Navanax inermis is een slakkensoort uit de familie van de Aglajidae. De wetenschappelijke naam van de soort is voor het eerst geldig gepubliceerd in 1863 door J.G. Cooper.